# Kettnerite
La kettnerite è un minerale.